# 김라온
김라온(2015년 2월 27일 ~ )은 대한민국의 배우이다.

## 출연 작품

### 드라마
- 2021년 KBS2 저녁 일일연속극 《사랑의 꽈배기》 ... 신원별 / 조원별, 어린 조경준 역
- 2021년 SBS 월화 미니시리즈 《그 해 우리는》
- 2022년 MBN 설 특선 2부작 특집극 《드라이버》
- 2022년 MBC 금토드라마 《내일》 ... 어린 최준웅 역
- 2023년 JTBC 토일드라마 《대행사》 ... 송아지 역
- 2023년 ENA 월화드라마 《사랑한다고 말해줘》 ... 민준 역
- 2024년 Disney+ 오리지널 드라마 《강력하진 않지만 매력적인 강력반》 … 동구 역
- 2024년 KBS2 수목드라마 《개소리》 ... 용빈 역

### 영화
- 2022년 《미혹》 ... 하준 역
- 2024년 《늘봄가든》 ... 동현 역

### CF
- 2022년 맥도날드